# Carl Magnus Lindström
Carl Magnus Lindström, född 1750 i Falun, död efter 1788, var skarprättare i Uppsala och Västmanlands län åren 1769-1786. Han avrättade den beryktade brottslingen Jacob Guntlack genom hängning den 16 januari 1771 på galgbacken i Hammarbyhöjden utanför Stockholms södra tullar inför tusentals människor.
Han antogs som skarprättare i Uppsala 1769, då endast 19 år gammal. Han reste även omkring som valackare i länet. Han erhöll senare fullmakt att utföra avrättningar i Västmanlands län. Han dömdes i december 1786 för att begått stöld tillsammans med sin "betjänt Alexander Meijer" i Uppsala, varpå han omgående skulle avskedas från sin tjänst som skarprättare.
Han transporterades med fångskjuts till den kungliga artillerihögvakten 1788.